# Jurij Sklarow
Jurij Aleksandrowicz Sklarow (ros. Юрий Александрович Скляров, ur. 8 lutego 1925 w Kursku, zm. 3 sierpnia 2013 w Moskwie) – radziecki działacz partyjny.

## Życiorys
Uczył się w 10-letniej szkole, w lutym 1943 został wcielony do Armii Czerwonej, skierowany do homelskiej wojskowej szkoły piechoty ewakuowanej do Turkmenistanu, w październiku 1943 wysłany na front, walczył na Ukrainie, w 1944 trafił do szpitala z powodu odmrożeń. Od kwietnia 1944 ponownie na froncie, brał udział m.in. w operacji lwowsko-sandomierskiej w składzie 322 Dywizji Piechoty Czerwonego Sztandaru, 27 lipca 1944 uczestniczył w zajmowaniu Lwowa przez Armię Czerwoną, na przełomie stycznia i lutego 1945 brał udział w operacji sandomiersko-śląskiej, 31 marca 1945 uczestniczył w wyzwalaniu Raciborza, później w walkach pod Pragą. Od 1944 należał do WKP(b), w grudniu 1945 zdemobilizowany, w 1951 ukończył Charkowski Uniwersytet Państwowy, został kandydatem nauk historycznych. Od 1955 funkcjonariusz partyjny i wykładowca, od końca 1964 do końca 1969 sekretarz Komitetu Obwodowego KPU w Charkowie, od października 1969 do maja 1976 zastępca kierownika Wydziału Propagandy KC KPZR, od maja 1976 do maja 1982 I zastępca redaktora naczelnego „Prawdy”. Od 2 marca 1981 do 25 kwietnia 1989 zastępca członka KC KPZR, od maja 1982 do lipca 1986 redaktor naczelny pisma Problemy Pokoju i Socjalizmu w Pradze, od lipca 1986 do listopada 1988 kierownik Wydziału Propagandy KC KPZR. Deputowany do Rady Najwyższej ZSRR XI kadencji.

## Odznaczenia
- Order Lenina
- Order Rewolucji Październikowej
- Order Czerwonego Sztandaru
- Order Czerwonego Sztandaru Pracy (trzykrotnie)
- Order Wojny Ojczyźnianej II klasy
- Order Sławy III klasy

I wiele medali.